# Boletim Oficial do Estado
O Boletim Oficial do Estado (em castelhano:  Boletín Oficial del Estado, BOE) é o diário oficial do Estado Espanhol, onde se publicam as normas jurídicas e outras disposições e actos da inserção pública obrigatória. A edição, impressão, publicação, e distribuição do Boletim Oficial do Estado é confiada à Agência Estatal do Boletim Oficial do Estado, sob o abrigo da descentralização funcional.
Seu objectivo é colocar à disposição de todos, os textos legais de cumprimento obrigatório, sendo esta publicação o requisito essencial para a entrada em vigor dessas regras. Por tal motivo, é uma publicação de referência para todo jurista e pessoa relacionada com a gestão central.

## História
Em 1661 é criada a Gaceta (Gazeta), o primeiro jornal de informação geral publicado em Espanha. Em 1697 passou a chamar-se Gaceta de Madrid (Gazeta de Madrid), com o mesmo âmbito generalista, mas em 1765, o rei Carlos III assume a publicação, e converte o jornal em meio de informação oficial, que reflecte a política e as decisões do governo. Com o tempo, entre 1808 e 1814, aparecem diferentes Gazetas noutros locais de Espanha.
Por fim, em 1836 estabelece-se o princípio legal de que os Decretos, Ordens e Instruções que dite o governo, só são aplicáveis a partir da sua publicação na Gaceta, convertendo-se assim no actual órgão de expressão legislativa e regulamentar. Em 1886 a estrutura da Gaceta é modificada, que perde sua condição generalista, e passa a publicar exclusivamente os documentos de índole legal e administrativo, regulando os diferentes tipos de normas (Lei, Decreto real, Real Ordem, Resolução etc.) e sua prioridade legislativa.
Após o Golpe de Estado na Espanha em julho de 1936, o governo de Francisco Franco denomina-o Boletín Oficial del Estado (Boletim Oficial do Estado), enquanto o governo republicano publicava a Gaceta, manteve este nome até o ano de 1961, quando passou a denominar-se Boletín Oficial del Estado: Gaceta de Madrid (Boletim Oficial do Estado: Gazeta de Madrid). Em 1986, o jornal recupera seu nome por definitivo, Boletín Oficial del Estado.
Em 1997, é aprovado a publicação do Boletim Oficial do Estado nas línguas co-oficiais de Espanha, como o catalão e o galego, onde são publicados pela primeira vez em 1998, e o valenciano no ano de 2000.
A 31 de dezembro de 2008, o Boletim Oficial do Estado é publicado pela última vez em edição papel, passando a ser acessível só por internet e com carácter gratuito, mantendo os mesmos efeitos administrativos e com a mesma consideração de oficial e autêntico. No entanto, uma edição impressa limitada é mantida pela Biblioteca Nacional da Espanha e pelo Ministério da Presidência, como cópias de segurança e de recordação, garantindo assim a continuidade como parte do património documental da Administração Geral do Estado.

### Denominações
Desde a sua criação em 1661 e ao longo da sua história, a Gaceta recebeu diferentes nomes, sendo importante ressaltar que em certos momentos históricos, conviveu ao mesmo tempo, com vários diários oficiais de diferentes denominações.
| - Período com numerosas alterações, de 1661 a 1697. - Gaceta de Madrid (Gazeta de Madrid), de 1697 a 31 de março de 1934. - Gazeta Ministerial de Sevilla (Gazeta Ministerial de Sevilha), de 1 de junho de 1808 a 10 de janeiro de 1809. - Gaceta del Gobierno (Gazeta do Governo), de 6 de janeiro de 1809 a 29 de agosto de 1809. - Gazeta de la Regencia de España e Indias (Gazeta da Regência de Espanha e Índias), de 13 de março de 1810 a 25 de janeiro de 1812. - Gazeta de la Regencia de las Españas (Gazeta da Regência das Espanhas), de 28 de janeiro de 1812 a 10 de maio de 1814. - Gazeta de Madrid baxo el Gobierno de la Regencia de las Españas (Gazeta de Madrid sob o Governo da Regência das Espanhas), de 17 de agosto de 1812 a 30 de dezembro de 1813. - Gaceta del Gobierno (Gazeta do Governo), de 1 de julho de 1820 a 11 de março de 1821. | - Gazeta Española (Gazeta Espanhola), de 11 de abril de 1823 a 3 de outubro de 1823. - Gaceta de Madrid: Diario Oficial de la República (Gazeta de Madrid: Diário Oficial da República), de 1 de abril de 1934 - 8 de novembro de 1936. - Boletín Oficial de la Junta de Defensa Nacional de España (Boletim Oficial da Junta de Defesa Nacional de Espanha), de 25 de julho de 1936 a 2 de outubro de 1936. - Boletín Oficial del Estado (Boletim Oficial do Estado) de 2 de outubro de 1936 a 27 de fevereiro de 1961. - Gaceta de la República: Diario Oficial (Gazeta da República: Diário Oficial), de 10 de novembro de 1936 a 28 de março de 1939. - Boletín Oficial del Estado: Gaceta de Madrid (Boletim Oficial do Estado: Gazeta de Madrid), de 28 de fevereiro de 1961 a 23 de julho de 1986. - Boletín Oficial del Estado (Boletim Oficial do Estado) de 24 de julho de 1986 - actualmente. |